# Mr. Pete
Mr. Pete (Las Vegas, 30 gennaio 1980) è un attore pornografico e regista pornografico statunitense.

## Biografia
Mr. Pete ha cominciato a muoversi nell'industria del porno appena compiuto i 20 anni (nel 2000 anno d'esordio) riuscendo subito a distinguersi dagli altri attori per la sua faccia da "ragazzo simpaticamente bastardo" oltre che per le sue ottime performance sessuali conquistando sia il pubblico femminile che quello maschile, riuscendo a partecipare in oltre 1.000 pellicole per adulti.
È stato sposato con l'attrice porno Alexis Texas dal 2008 al 2013. Dalle colleghe di lavoro gli viene riconosciuta un'ottima capacità di coinvolgerle nelle scene che richiedono passione, ha un modo di fare da dominatore, che ama sottomettere (sessualmente) la propria partner. Nell'industria pornografica ha collaborato, fra gli altri, con nomi quali Alexis Silver, Belladonna, Jenna Jameson, Manuel Ferrara, Nacho Vidal, Rocco Siffredi e Silvia Saint.

## Riconoscimenti
AVN Awards
- 2004 - Most Outrageous Sex Scene per Perverted Anal Stories: The Movie con Julie Night e Maggie Star[1]
- 2007 - Best Group Sex Scene - Video per Fashionist Safado; The Challange con Adrianna Nicole, Flower Tucci, Sandra Romain, Jenna Haze, Sasha Grey, Nicole Sheridan, Marie Luv, Carolina Pierce, Lea Baren, Jewell Marceau, Jean Val Jean, Cristian XXX, Vodoo, Chris Charming, Erik Everhard e Rocco Siffredi[2]
- 2011 – Best Three-Way Sex Scene (G/G/B) per The Condemned con Krissy Lynn e Kimberly Kane[3]
- 2014 - Hall of Fame - Video Branch[4]
- Best Group Sex Scene per Gangbang Me con A.J. Applegate, Erik Everhard, James Deen, John Strong, Jon Jon, Mick Blue e Ramon Nomar[5]
- 2020 - Best Gangbang Sex Scene per Angela White: Dark Side con Angela White, Markus Dupree, Mick Blue, Steve Holmes, Prince Yahshua, Jon Jon, Jon Strong, Robby Echo, Eric John, Rob Piper e Eddie Jaye[6]

XBIZ Awards
- 2015 – Best Scene - Feature Movie per Shades of Scarlet con A.J. Applegate

XRCO Award
- 2012 – Unsung Swordsman[7]